# Nichita Stănescu
Nichita Stănescu (Ploieşti, 31 de marzo de 1933 - Bucarest, 13 de diciembre de 1983) fue un poeta y ensayista rumano. Es considerado uno de los grandes poetas rumanos del siglo XX. Recibió el premio Herder en 1975 y fue candidato para el premio Nobel.

## Vida
Hijo de Nicolae Stănescu, propietario de un taller de sastrería y de Tatiana Cereaciukin, originaria de Vorónezh, en el suroeste de Rusia, establecida en Rumanía desde su infancia. Fue un buen alumno y asistió al liceo "I.L.Caragiale" de Ploieşti. Entre 1952 y 1957 es estudiante de la Facultad de Lengua y Literatura Rumana en la Universidad de Bucarest y entra en contacto con varias personalidades culturales que se habían afirmado antes de la Segunda Guerra Mundial, como Tudor Vianu, Lucian Blaga, Ion Barbu o Mihail Sadoveanu. Especialmente Ion Barbu influye en la formación de Stănescu, porque en su persona descubre la libertad y la generosidad de las grandes personalidades. En sus años universitarios termina su ciclo de poemas llamado "Argotice", no apreciado por los críticos de su tiempo por su "falta de seriedad". También conoce al pintor Ion Ţuculescu, adepto de la modernización del arte a través de la interpretación de manera abstracionista de algunos símbolos arcaicos. 
En 1957 Nichita Stănescu hace su debut en la revista "Tribuna", editada en Cluj y después publica versos en "Gazeta literară". Aunque los temas de sus poesías están ligados a eventos prosaicos, el intelectualismo de los versos y el placer de contradecir con ingenio las expectativas del lector escandaliza a los críticos guiados por los criterios del "realismo socialista". El crítico literario Ov.S.Crohmălniceanu afirmaba entonces "La fluidez de la imaginería modernista, que apareció recientamente en los versos de nuestros jóvenes poetas, apenas consigue esconder la intención de huida de la realidad". Los primeros confrontamientos con la crítica de su tiempo ayudan al poeta a formar su conciencia de sí mismo como artista. 
En 1960 Nichita es nombrado redactor de "Gazeta literară" y se integra en la vida literaria de Bucarest. Publica su primer volumen de versos, "Sensul iubirii" ("El sentido del amor") y es considerado un representante activo de la nueva generación de escritores.
Su última obra publicada en vida fue Noduri şi semne ("Nudos y signos"), de 1982. Fue un bebedor empedernido, murió de un paro cardiaco y sus restos descansan en el Cementerio de Bellu.

## Obra
-"Sensul iubirii" ("El sentido del amor") - 1960
-"O viziune a sentimentelor" ("Una visión de los sentimientos") - 1964
-"Dreptul la timp" ("El derecho al tiempo") - 1965

## Ediciones en español
- "11 elegías (La última cena)" - 1966 
- "Obiecte cosmice (Alfa)" - 1967
- "Roşu vertical" ("Rojo vertical") - 1967
- "Oul şi sfera" ("El huevo y la esfera") - 1967
- "Laus Ptolemaei" - 1968 
- "Necuvintele" ("Las no palabras") - 1969 
- "Un pământ numit România" ("Una tierra llamada Rumanía") - 1969
- "În dulcele stil clasic" ("En el dulce estilo clásico") - 1970 
- "Belgradul în cinci prieteni" ("El Belgrado en cinco amigos") - 1972
- "Măreţia frigului" ("La grandeza del frío") - 1972 
- "Epica magna" - 1978
- "Operele imperfecte" ("Las obras imperfectas") - 1979
- "Noduri şi semne" ("Nudos y signos") - 1982
- "Oase plângând" ("Huesos llorando") - 1982 

## Crítica de su obra
- Eugen Simion (1978). Scriitori români de azi (en rumano). vol. I. Bucarest: Editura Cartea Românească.
- Ion Pop (1980). Nichita Stănescu – spaţiul şi măştile poeziei (en rumano). Bucarest: Editura Albatros.
- Alex. Ştefănescu (1986). Introducere în opera lui Nichita Stănescu (en rumano). Bucarest: Editura Minerva.
- Daniel Dimitriu (1997). Nichita Stănescu – geneza poemului (en rumano). Iaşi: Editura Universităţii „Al. Ioan Cuza”.
- Doina Uricariu (1998). Nichita Stănescu – lirismul paradoxal (en rumano). Bucarest: Editura Du Style.
- Corin Braga (2002). Nichita Stănescu – orizontul imaginar (en rumano). Cluj: Editura Dacia.
- Mircea Bârsilă (2006). Introducere în poetica lui Nichita Stănescu (en rumano). Piteşti: Editura Paralela 45.
- Wikimedia Commons alberga una categoría multimedia sobre Nichita Stănescu.
- Alexandra Chereches (2014). Introducción a Nichita Stănescu 1933-1983 (en rumano/castellano). Madrid: Amargord.
- Wikimedia Commons alberga una categoría multimedia sobre Nichita Stănescu.